# 杭州马拉松
杭州马拉松（原名杭州国际马拉松）是在杭州举办的马拉松赛事，每年11月的首个周日举行。是中国历史最悠久的三个马拉松之一（北京国际马拉松始于1981年，大连和杭州国际马拉松始于1987年）。起跑地点位于黄龙体育中心，路线主要沿着秀丽的西湖、茶园和钱塘江风景区和钱江新城举行，是世界上最美的马拉松赛路线之一。
2018年11月4日，共有约3.5万名中外选手和杭州市民参加，分别参加全程马拉松、半程马拉松、小马拉松、情侣跑、家庭跑等5个组别的比赛。

## 简介
1999年，在原西湖桂花国际马拉松赛和杭州国际友好西湖马拉松赛（1987年举办了第一届中日友好西湖马拉松比赛）两个赛事的基础上联合举办了首届“浙江省暨杭州市国际马拉松赛”。中国田径协会、杭州市政府和浙江省体育局为主办单位。杭州马拉松是中国田联、国际马拉松和路跑协会(AIMS)备案的国际级马拉松赛事，中国最重要的马拉松赛事之一。
赛事包括42.195公里的全程马拉松、21.0975公里的半程马拉松，13公里的短程马拉松，6.8公里的小马拉松，1.2公里的家庭跑和3.5公里的情侣跑。
「绿色休闲运动」是赛事的宣传主题，强调全民健身理念，以使每个人都有机会参与赛事。
2015年7月，杭州国际马拉松正式更名为杭州马拉松。
2017年杭州马拉松首次参加国际田联等级赛事评估，被国际田联评为铜标赛事；2018年杭州马拉松被国际田联评为银标赛事。
2018年11月4日，杭州马拉松首次使用5G进行直播，由中国电信提供支持。同时还是首个使用人脸识别检录入场的“全程马拉松”，由大麦网提供支持。
2019年7月12日，杭州马拉松被国际田联评为金标赛事（IAAF Gold Label Road Races），成为中国大陆第12个国际田联金标马拉松赛事。

## 近年历届赛事
- 2006年11月5日[11]
- 2007年11月11日[12]
- 2008年11月9日[13]
- 2009年11月8日[14]
- 2010年11月7日[15]
- 2011年11月6日[16]
- 2012年11月18日[17]
- 2013年11月3日[18]，来自26个国家和地区的2.3万人报名创历届之最，最大的70岁，最小的7岁，央视体育频道首次派出三辆转播车设立12个定点机位进行现场拍摄，为2014年的央视直播奠定了基础；来自德国和埃塞俄比亚的选手分获男子组和女子组冠军[19]。
- 2014年11月2日，首次跨过钱塘江[20]，首次央视进行现场直播。[21][22]最终来自肯尼亚的选手获得2014年比赛男子组冠军，成绩2小时12分12秒，打破了赛会纪录，第二和第三名分别来自埃塞俄比亚与阿塞拜疆。
- 2015年11月1日，广汽本田冠名赞助，当天小雨，本届杭马形象大使罗雪娟、推广大使李响携手领跑，共有3万多人参赛。埃塞俄比亚选手Danel Aschenik Derese以2小时12分30秒的成绩获得男子组全程冠军；埃塞俄比亚选手Ayelu Lemma Geda以2小时37分14秒的成绩获得女子组全程冠军。[23]
- 2016年11月6日，男子马拉松由来自埃塞俄比亚的Bejigan Gegasa Mndaye摘得冠军，取得02:11:22的成绩，这个成绩也打破了历年杭马的记录。女子组也不遑多让，由来自肯尼亚的Anne Cheptanui Bererwe Rosa夺得冠军，创下02:31:21的好成绩，打破历年杭马女子马拉松的记录。[24]
- 2017年11月5日，男女前三名都打破了赛会纪录，埃塞俄比亚的Azmeraw Bekele Molalign以2小时10分33秒打破了杭马男子组的记录,埃塞俄比亚的Muluhabt Tsega Chekol（英语：Muluhabt Tsega Chekol）以2小时28分08破纪录的成绩获得女子第一名。[25]
- 2018年11月4日,肯尼亚选手迈·昆云加以2小时10分37秒的成绩获得冠军。女子组的埃塞俄比亚选手希鲁特·蒂贝卜以2小时25分10秒夺冠，创造了新的赛会纪录。[26]
- 2019年11月3日，3.6万人参赛，巴林选手Marius KIMUTAI以2小时10分05秒的成绩获得男子组冠军，创造了杭马的赛会纪录；肯尼亚选手包揽女子组前三名，冠军Agness Jeruto BARSOSIO的成绩为2小时25分20秒。
- 2020年11月22日，按照防疫规定，中国国内选手与长期居住在浙江省的外籍选手才可报名参加，中国选手粟国雄以2小时13分24秒获得男子冠军，中国选手王敏以2小时38分19秒获得女子冠军。
- 由于疫情原因，2021杭州马拉松取消举办。[27]
- 2022年11月20日，按照防疫规定，中国国内选手与长期居住在中国国内的外籍选手并已完成新冠疫苗接种的才可参赛，粟国雄以2小时17分17秒获得男子组冠军，王敏以2小时33分47秒获得女子组冠军。
- 2024年11月3日，2024杭州马拉松舉行。此届赛事男子前三名选手均打破杭州马拉松赛会纪录，女子第一、第二名选手打破赛会纪录。不過在全马男子组比赛中，疑似由于工作人员指路失误，导致原本处在第一位的选手在冲刺阶段被反超，无缘冠军。[28]

## 图片
- 官方宣传图片
- 2014年比赛线路
- 2014年杭州马拉松领跑者
- 2014年杭州马拉松女子领跑者
- 2014年马拉松
- 2014年马拉松
- 2014年马拉松
- 2014年马拉松
- 2014年马拉松
- 半程马拉松的终点